# Hesperophanes pilosus
Hesperophanes pilosus es una especie de escarabajo longicornio del género Hesperophanes, tribu Hesperophanini, orden Coleoptera. Fue descrita científicamente por Bodungen en 1908.
El período de vuelo ocurre durante el mes de julio.

## Descripción
Mide 19-23 milímetros de longitud.

## Distribución
Se distribuye por Azerbaiyán.